# 弦楽四重奏曲第23番 (モーツァルト)

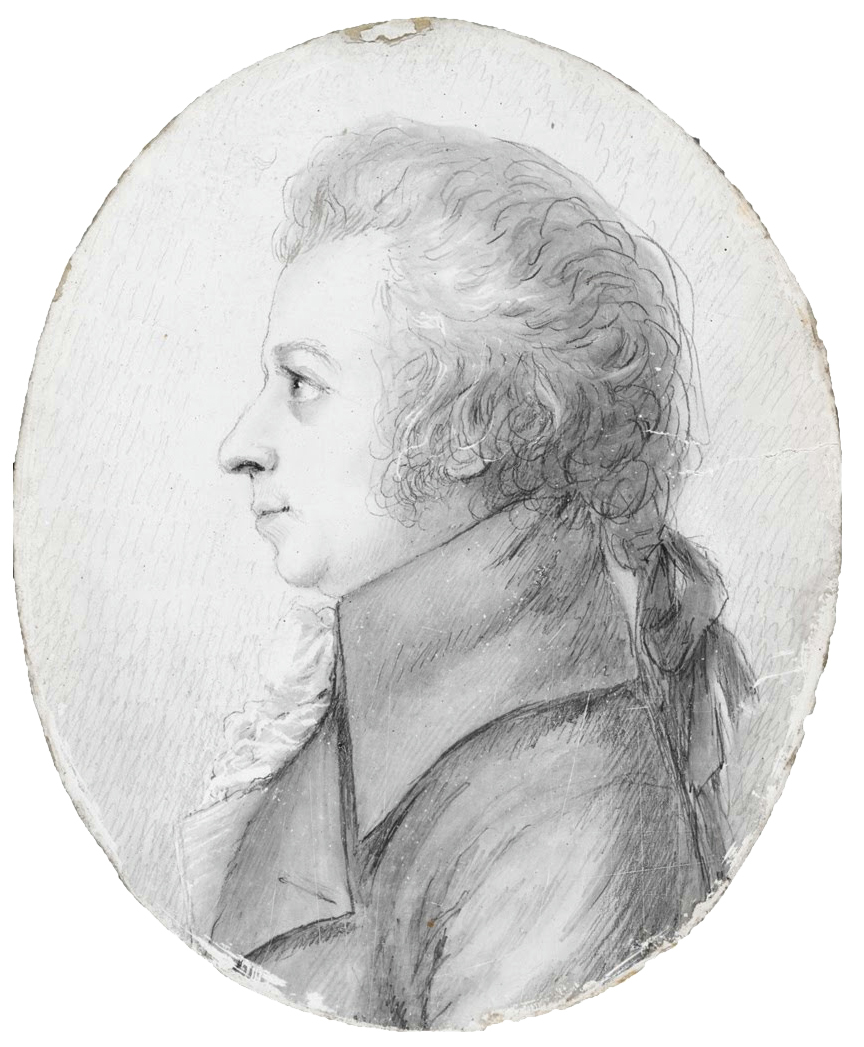
ドーラ・シュトックによるモーツァルトの肖像画（1789年）

弦楽四重奏曲第23番 ヘ長調 K. 590 は、ヴォルフガング・アマデウス・モーツァルトが1790年に作曲した弦楽四重奏曲であり、モーツァルトが作曲した最後の弦楽四重奏曲である。全3曲からなる『プロシャ王セット』のうちの3曲目であり、『プロシャ王第3番』とも呼ばれている。

## 概要
本作は、モーツァルト自身による作品目録によれば1790年6月（日付は書かれていない）にウィーンで作曲された。前作の第21番（K. 575）や第22番（K. 589）に続けて書かれ、ほぼ並行して完成している。チェロを嗜むプロイセン王フリードリヒ・ヴィルヘルム2世からの依頼で「チェロをやさしく」という条件で6曲の弦楽四重奏曲を依頼された、とされているが、第21番と違って自作品目録には「プロイセン王のために」とは書かれていない上、モーツァルトの主張を裏付ける資料はプロイセン周辺では一切発見されておらず、メイナード・ソロモンはこれを疑問視している。
実際には、モーツァルトは第21番と第22番においてチェロが活躍するように作曲したが、本作では第2楽章から第4楽章でチェロの活躍する局面を減らしている。
結局これらの作品を、モーツァルトは妻コンスタンツェの療養費工面のためアルタリアに売却している。そして翌1791年12月にモーツァルトは死去し、直後に3曲は出版された。

## 構成
全4楽章、演奏時間は約26分。
- 第1楽章 アレグロ・モデラート
ヘ長調、4分の4拍子、ソナタ形式。
お使いのブラウザーでは、音声再生がサポートされていません。音声ファイルをダウンロードをお試しください。
この楽章の冒頭は、4つの楽器のユニゾンで開始される。モーツァルトが弦楽四重奏曲の冒頭をユニゾンで開始するのは珍しい方で（全23曲中、この作品を含めて4曲のみ）、この一連の「プロシャ王セット」では初めてのことである。第1主題は主和音を分散和音で上がり、一気に駆け下りるかたちで書かれている。その後、チェロがソロ的なパッセージで冒頭主題を繰り返した後、ハ長調の第2主題を歌い上げる。コーダは飛び去るように消えていく。
- 第2楽章 アンダンテ
ハ長調、8分の6拍子。
お使いのブラウザーでは、音声再生がサポートされていません。音声ファイルをダウンロードをお試しください。
自筆譜の「アンダンテ」が、初版では「アレグレット」へと変更された。4つの楽器が8小節間ユニゾンで提示する和音の動きが、やがて伴奏となり、さらに変奏が繰り返されていくという瞑想的な楽章である。
- 第3楽章 メヌエット：アレグレット - トリオ
ヘ長調、4分の3拍子。
お使いのブラウザーでは、音声再生がサポートされていません。音声ファイルをダウンロードをお試しください。
お使いのブラウザーでは、音声再生がサポートされていません。音声ファイルをダウンロードをお試しください。
3つの4分音符と6つの8分音符というリズム型を中心に展開されるメヌエット楽章。
- 第4楽章 アレグロ
ヘ長調、4分の2拍子、ロンドソナタ形式。
お使いのブラウザーでは、音声再生がサポートされていません。音声ファイルをダウンロードをお試しください。
小さな渦巻きのような無窮動的なモティーフを中心に書かれたロンドソナタ形式のフィナーレ。